# Ancylometes rufus
Espèce
Synonymes
- Ctenus rufus Walckenaer, 1837
- Ctenus fuscus Walckenaer, 1837
- Ctenus giganteus Taczanowski, 1874
- Leptoctenus tenkatei van Hasselt, 1888
- Lycoctenus brunneus F. O. Pickard-Cambridge, 1897
- Lycoctenus gigas F. O. Pickard-Cambridge, 1897
- Lycoctenus demerarensis F. O. Pickard-Cambridge, 1897
- Lycoctenus saraensis Strand, 1909
- Lycoctenus paraensis Strand, 1916
- Ancylometes pindareensis Mello-Leitão, 1921
- Ctenus juruensis Mello-Leitão, 1922
- Ctenus striolatus Mello-Leitão, 1922
- Ctenus xerophilus Mello-Leitão, 1936
- Lycoctenus titanus Caporiacco, 1947

Ancylometes rufus est une espèce d'araignées aranéomorphes de la famille des Ancylometidae.

## Distribution
Cette espèce se rencontre dans le Nord de l'Amérique du Sud. Elle a été observée en Guyane, au Suriname, au Guyana, au Venezuela, au Brésil, en Bolivie, au Pérou et en Équateur.

## Description

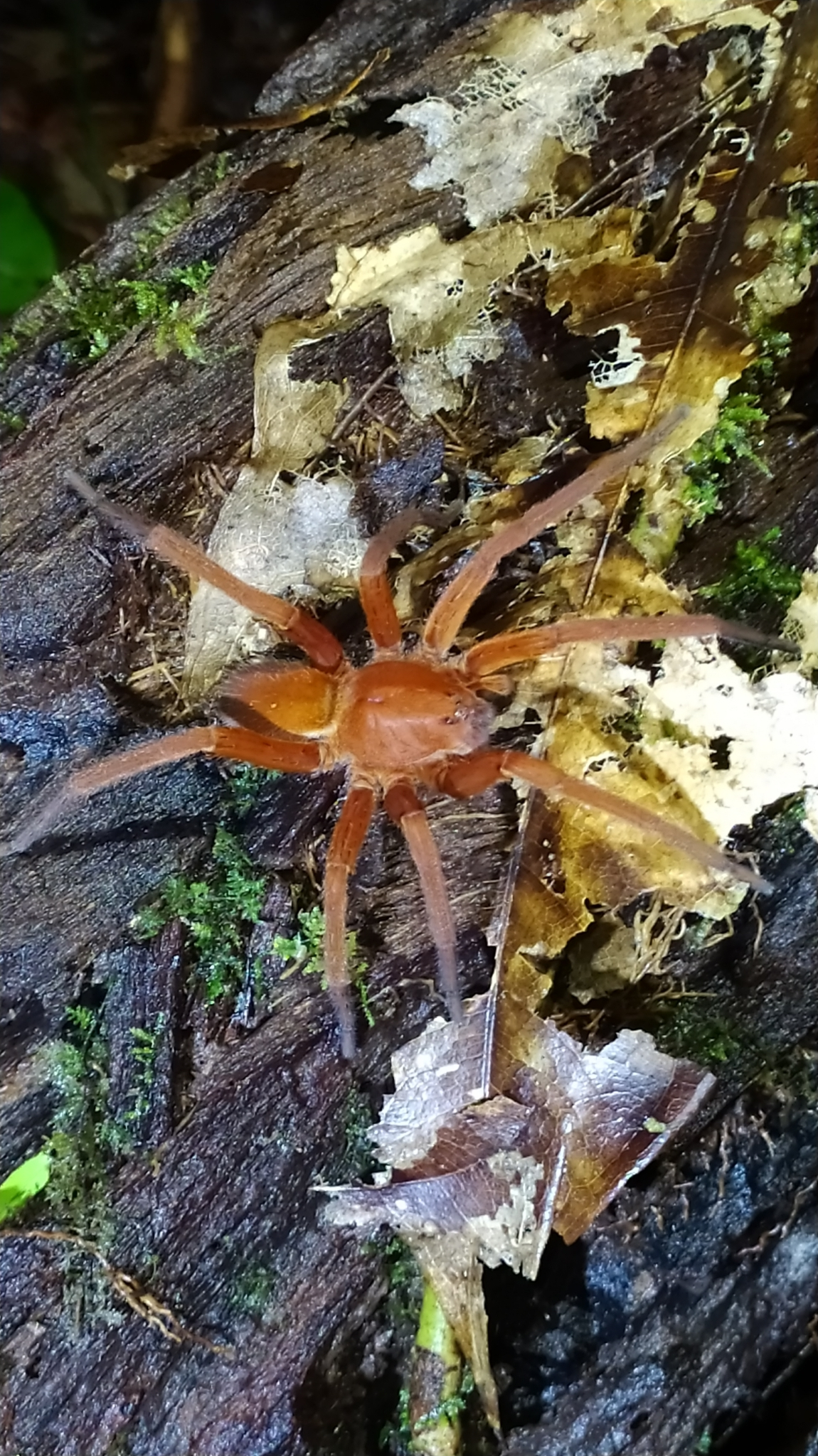
Ancylometes rufus

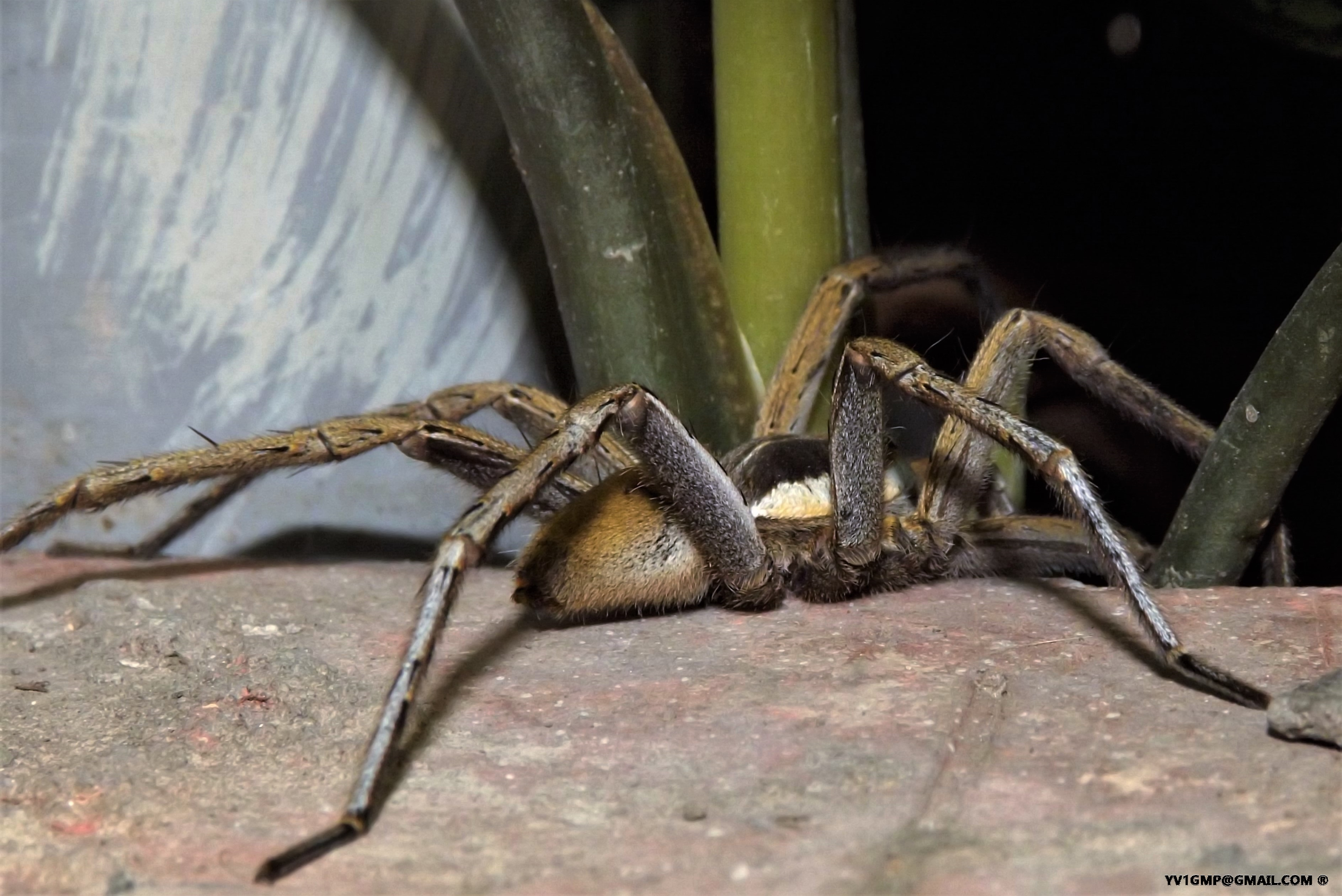
Ancylometes rufus

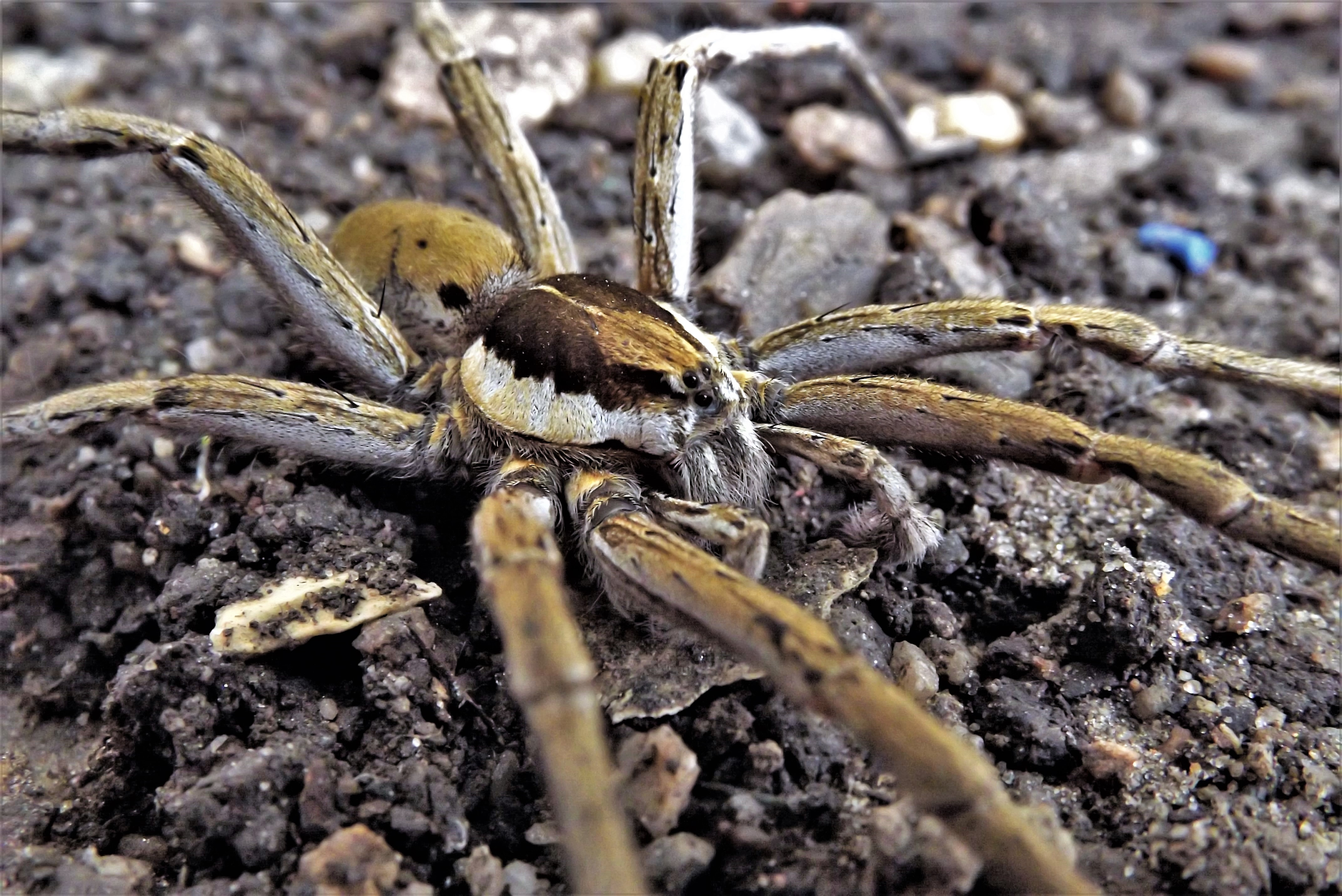
Ancylometes rufus

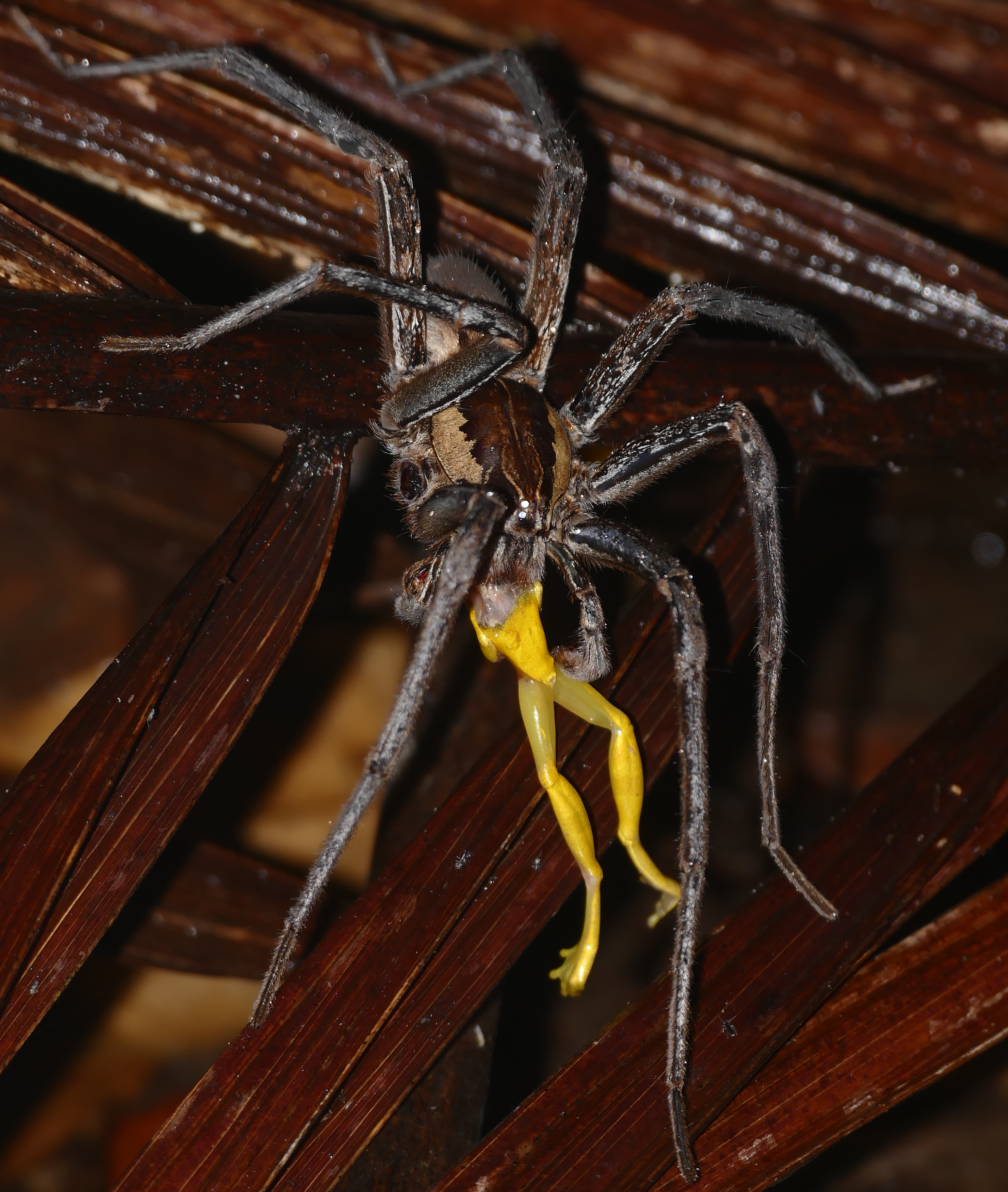
Ancylometes rufus

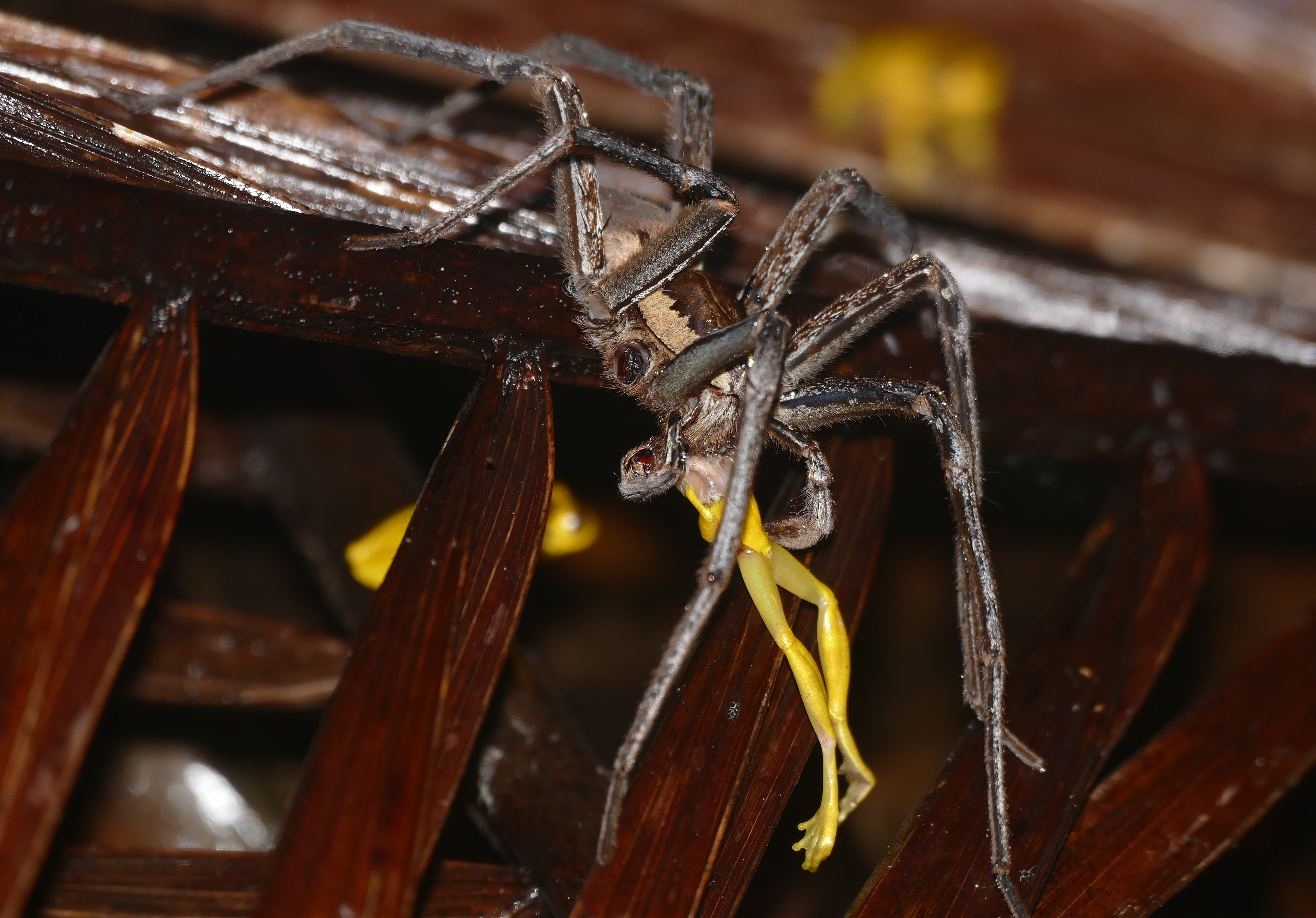
Ancylometes rufus

Le mâle décrit par Höfer et Brescovit en 2000 mesure 35,0 mm et la femelle 35,0 mm.

## Systématique et taxinomie
Cette espèce a été décrite sous le protonyme Ctenus rufus par Walckenaer en 1837. Elle est placée dans le genre Ancylometes par Höfer et Brescovit en 2000.
Ctenus fuscus, Ctenus giganteus, Leptoctenus tenkatei, Lycoctenus brunneus, Lycoctenus gigas, Lycoctenus demerarensis, Lycoctenus saraensis, Lycoctenus paraensis, Ancylometes pindareensis, Ctenus juruensis, Ctenus striolatus, Ctenus xerophilus et Lycoctenus titanus ont été placées en synonymie par Höfer et Brescovit en 2000.

## Publication originale
- Walckenaer, 1837 : Histoire naturelle des insectes. Aptères. Paris, vol. 1, p. 1-682 (texte intégral).